# Smicridea spinulosa
Smicridea spinulosa är en nattsländeart som beskrevs av Oliver S. Flint Jr. 1972. Smicridea spinulosa ingår i släktet Smicridea och familjen ryssjenattsländor. Inga underarter finns listade i Catalogue of Life.